# Гледичия каспийская
Гледичия каспийская (лат. Gleditsia caspica) — вид деревьев рода гледичия семейства бобовых. Впервые описан французским ботаником Рене́ Луи́шем Дефонте́ном в 1809 году.

## Распространение
Гледичия каспийская распространена в западной Азии. Встречается в Азербайджане и Иране. Латинское название вида caspica относится к тому, что дерево произрастает в регионах вокруг Каспия.

## Ботаническое описание
Каспийская гледичия — невысокое листопадное дерево высотой до 12 метров. Ствол покрыт многочисленными колючками длиной до 10 см. Листья сложные, состоящие из 12 — 20 листочков, длина каждого из них 5 — 7 см. Общая длина листа около 25 см. Плод представляет собой стручок длиной 20 см и шириной 3 см.

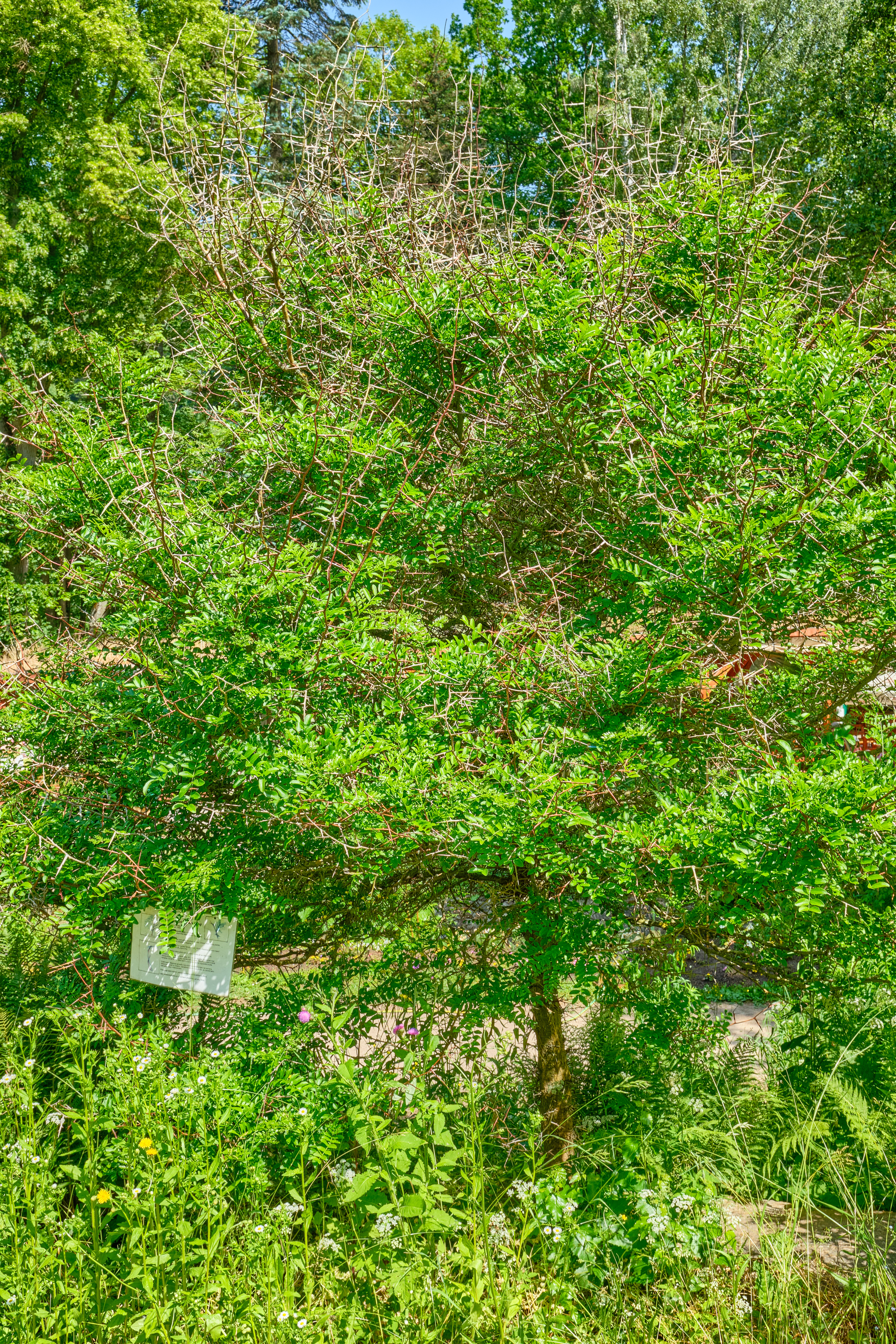
Габитус дерева в летнее время года
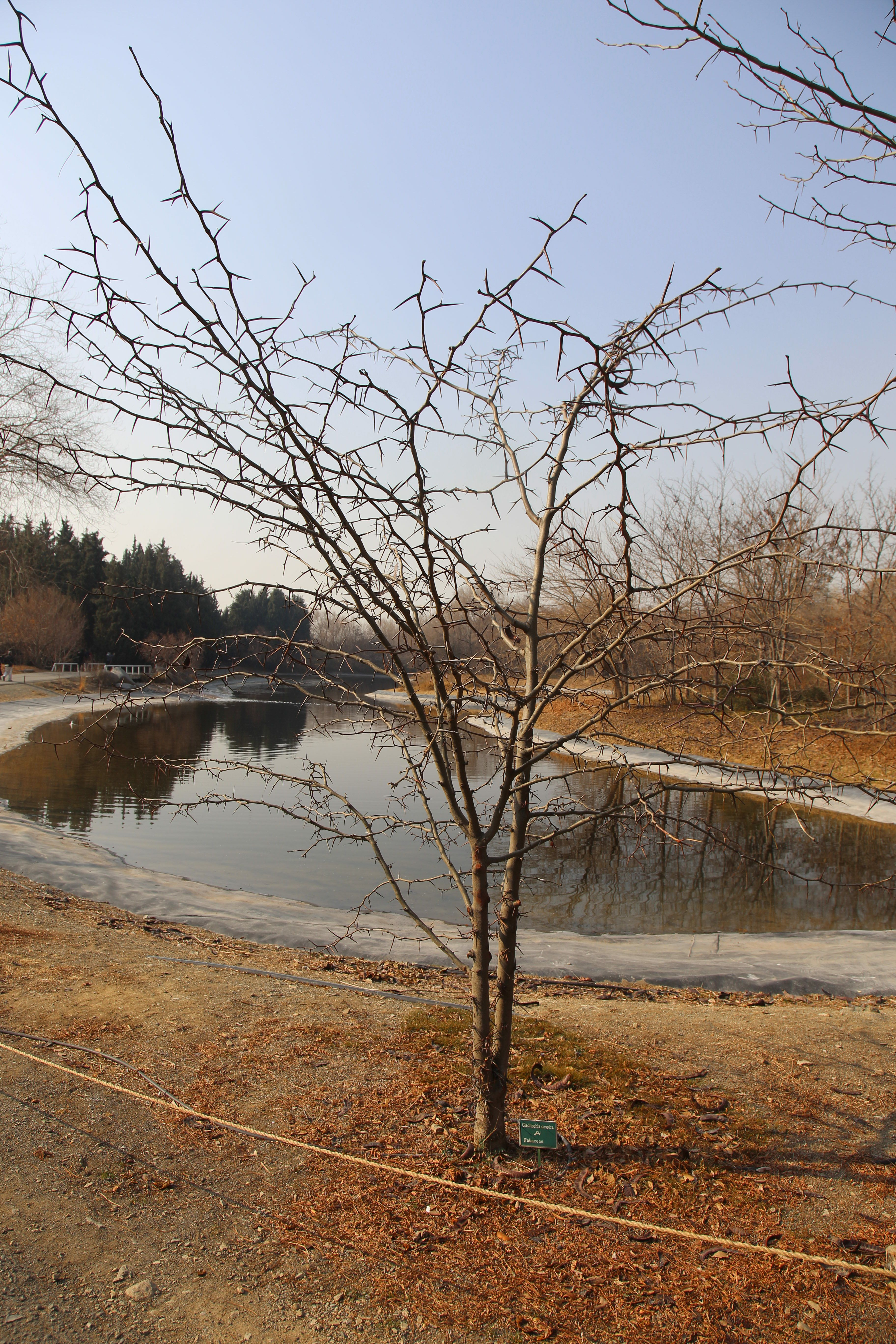
Габитус дерева в зимнее время года
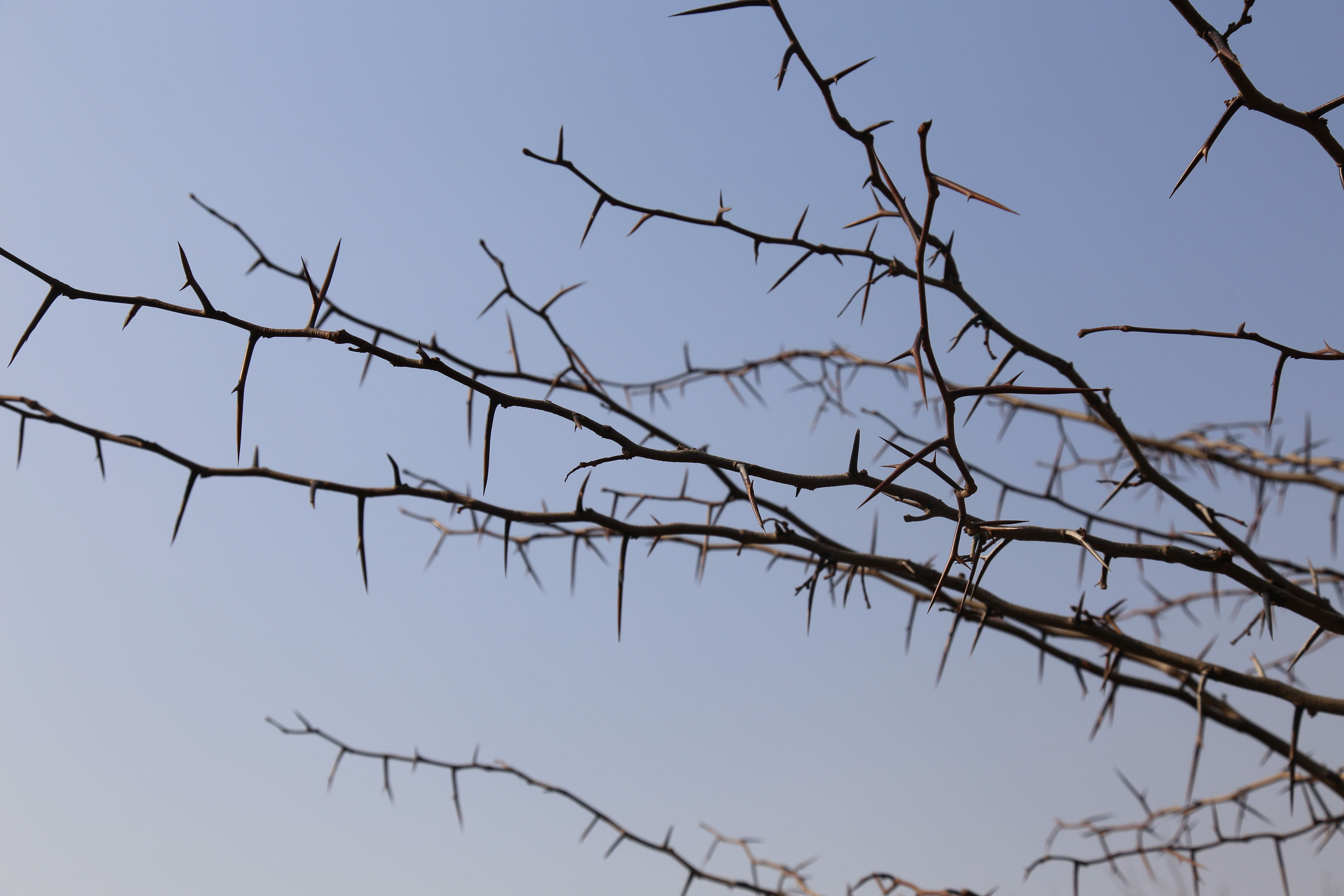
Ветки
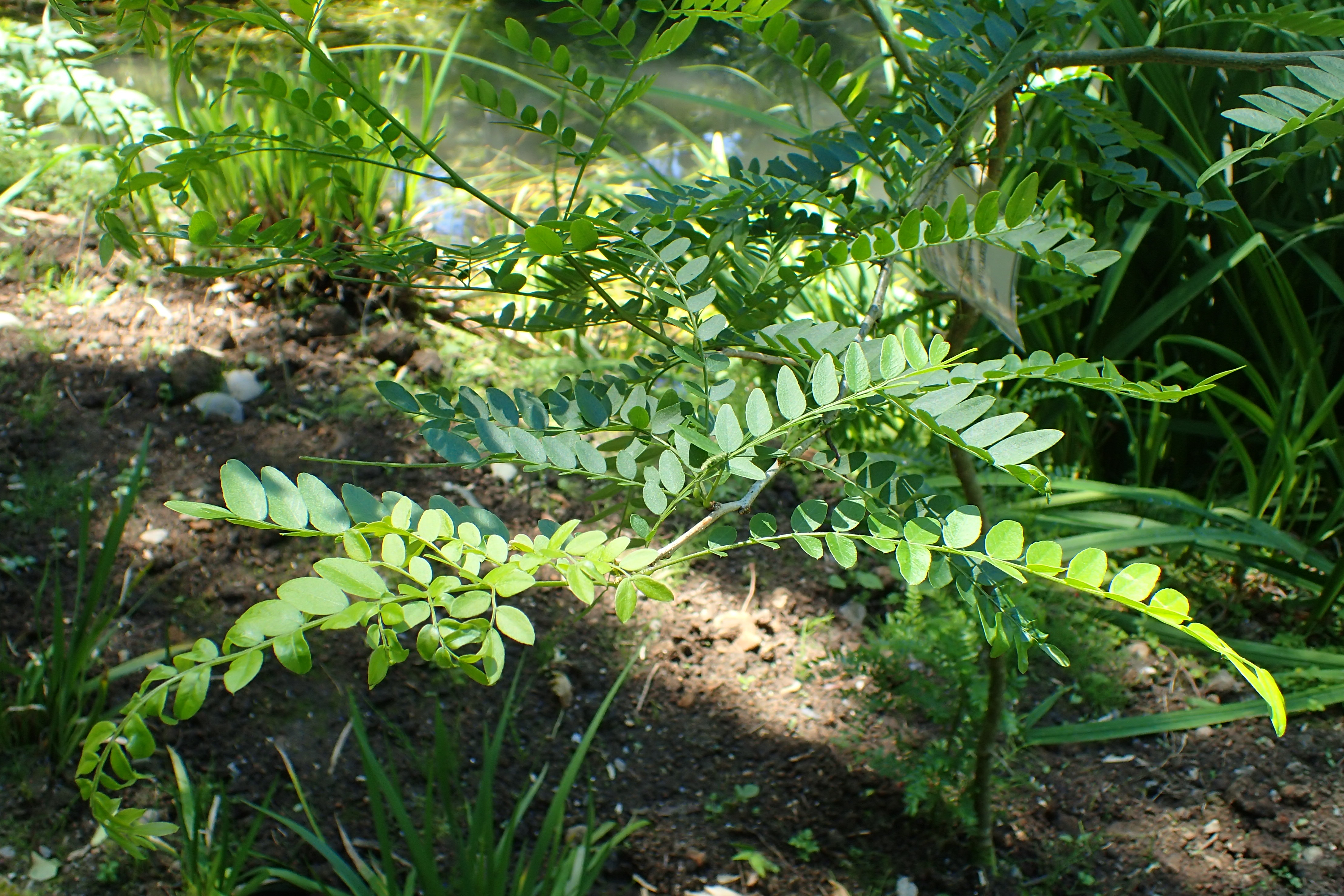
Листья
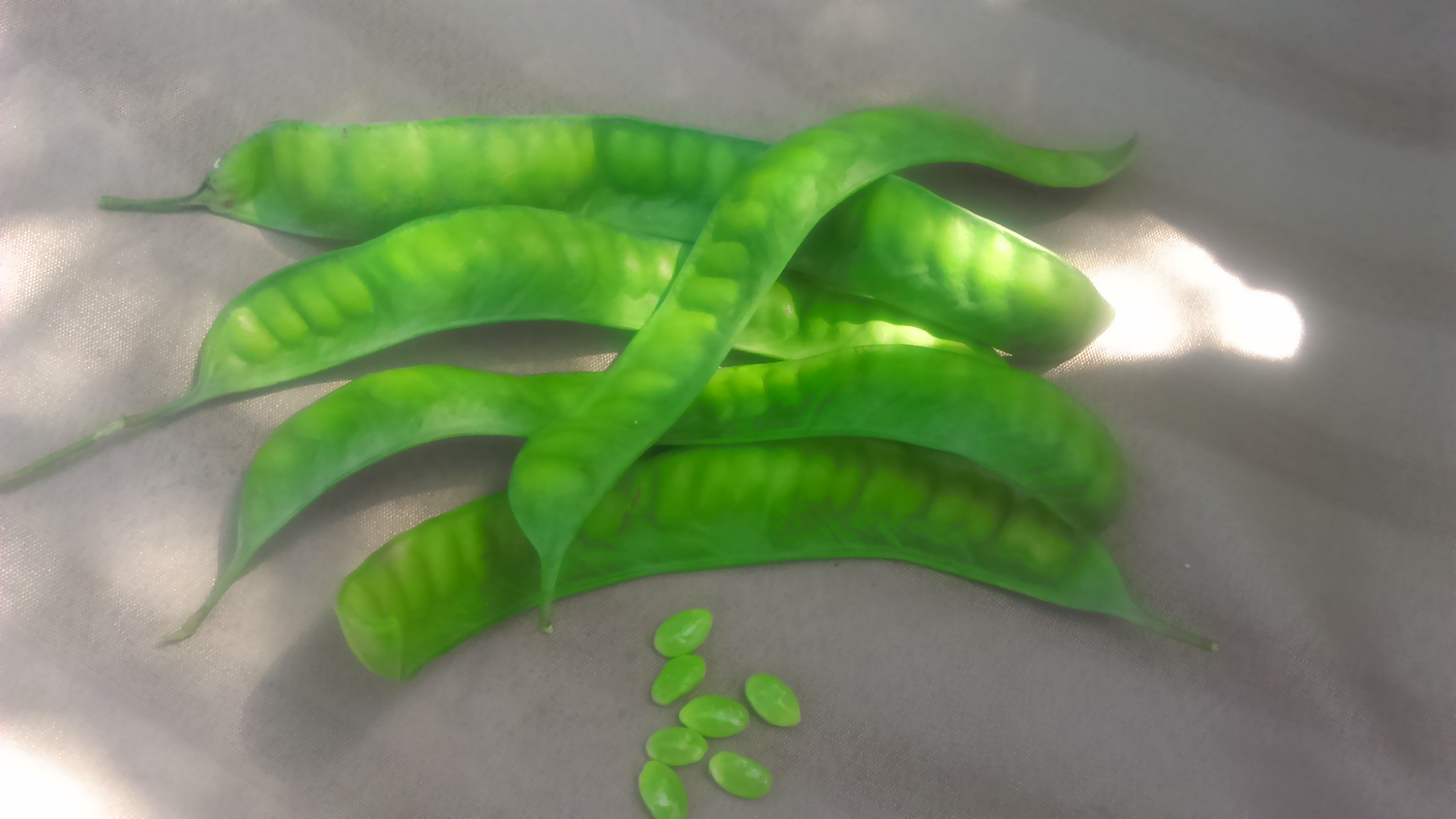
Плоды и семена